# Alba Oliveros
Alba Oliveros Sanz (Valladolid, 9 de febrero de 1995) es una periodista, presentadora y narradora deportiva de fútbol española. En agosto de 2022 se convirtió en la primera mujer en narrar con asiduidad el campeonato de Primera División de LaLiga española de fútbol. También fue, en noviembre de 2022, la primera narradora de un partido del Mundial en España.

## Trayectoria profesional
Estudió periodismo en la Universidad de Valladolid entre 2013 y 2017. Entre 2016 y 2017 trabajó en Radio Televisión de Castilla y León, en 2017 lo hizo en el periódico El Norte de Castilla. De 2017 a 2022 trabajó para Mediapro en su canal GolTV.
En 2022 fichó por LaLigaTV para narrar los partidos de la liga en Movistar+, lo que la convirtió en la primera narradora de la liga de forma asidua. La primera mujer narradora fue Danae Boronat en 2019 en un partido. En noviembre de 2022 Alba fue la primera narradora de un partido de la Copa Mundial de Fútbol en España.